# Monastero di Blankenau
Il monastero di Blankenau era un monastero benedettino situato presso Blankenau, in Bassa Franconia, Germania. Secolarizzato il convento nel 1802, la chiesa dell'ex monastero divenne chiesa parrocchiale del quartiere di Fulda.

## Storia

### La fondazione del monastero

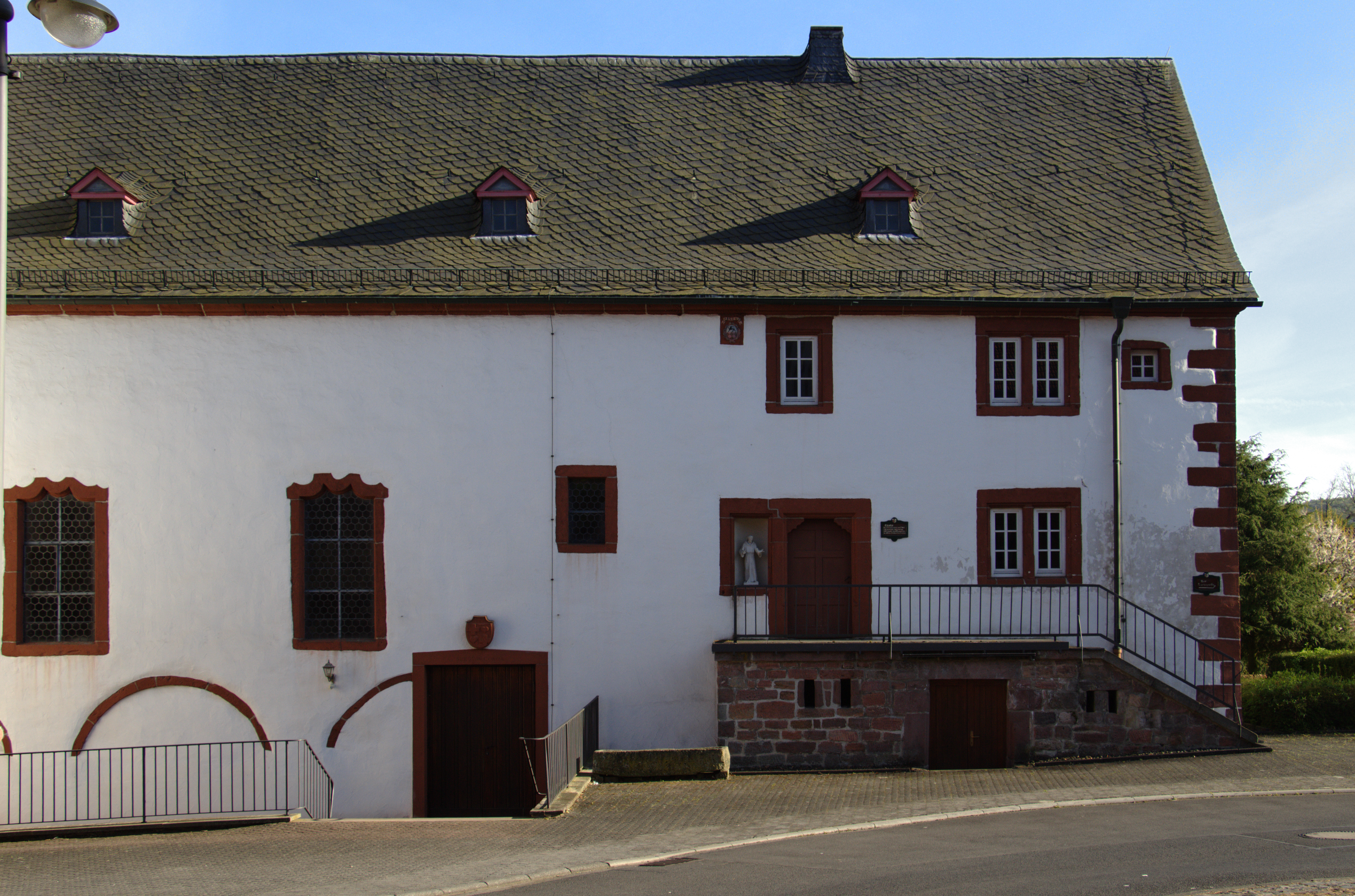
Resti dell'ex monastero di Blankenau: a sinistra ciò che rimane dell'antica chiesa, a destra una parte dell'area claustrale inglobata nella nuova struttura

Il castello di Blankenwald che sorgeva dove successivamente venne edificato l'omonimo monastero, apparteneva nel XIII secolo ai signori di Schlitz, tra i più temuti baroni secolari della regione di Fulda. Il principe abate Bertho II von Leibolz ordinò ai suoi uomini di prendere d'assalto e radere al suolo il castello di Blankenau nel 1264. Dopo la sconfitta, Hermann von Schlitz e sua moglie Agnes dovettero fare pubblica ammenda e per espiare i loro peccati, col consenso dell'abate Bertho II, sulle rovine del castello decisero di fondare un monastero femminile a partire dal 1265 che prese il nome dal fortilizio presente. Sua figlia Lukardis entrò come monaca proprio in questo monastero.
Nell'atto di fondazione si affermava inoltre che il monastero inglobò anche il villaggio di Staken, ormai abbandonato dai suoi abitanti. Il nuovo monastero venne affidato alle monache del monastero benedettino di Kreuzburg nei pressi di Philippsthal, vicino a Bad Hersfeld, già fondato nel 1191. Le monache per il nuovo monastero vennero fissate in numero di 32 e si impegnarono a seguire la regola di san Benedetto.
Nel 1268 l'abate Bertho von Leibolz donò la sua proprietà a Besges al monastero appena fondato nominando nel contempo "due uomini" di fiducia per la direzione del monastero. Il 5 aprile 1266 l'arcivescovo di Magonza, Werner von Eppstein, approvò la fondazione del monastero. L'abate di Fulda, Bertho II von Leibolz, confermò quindi i possedimenti del monastero di Blankenau nel 1269, lo esentò dalle tasse e lo prese sotto la sua protezione personale.

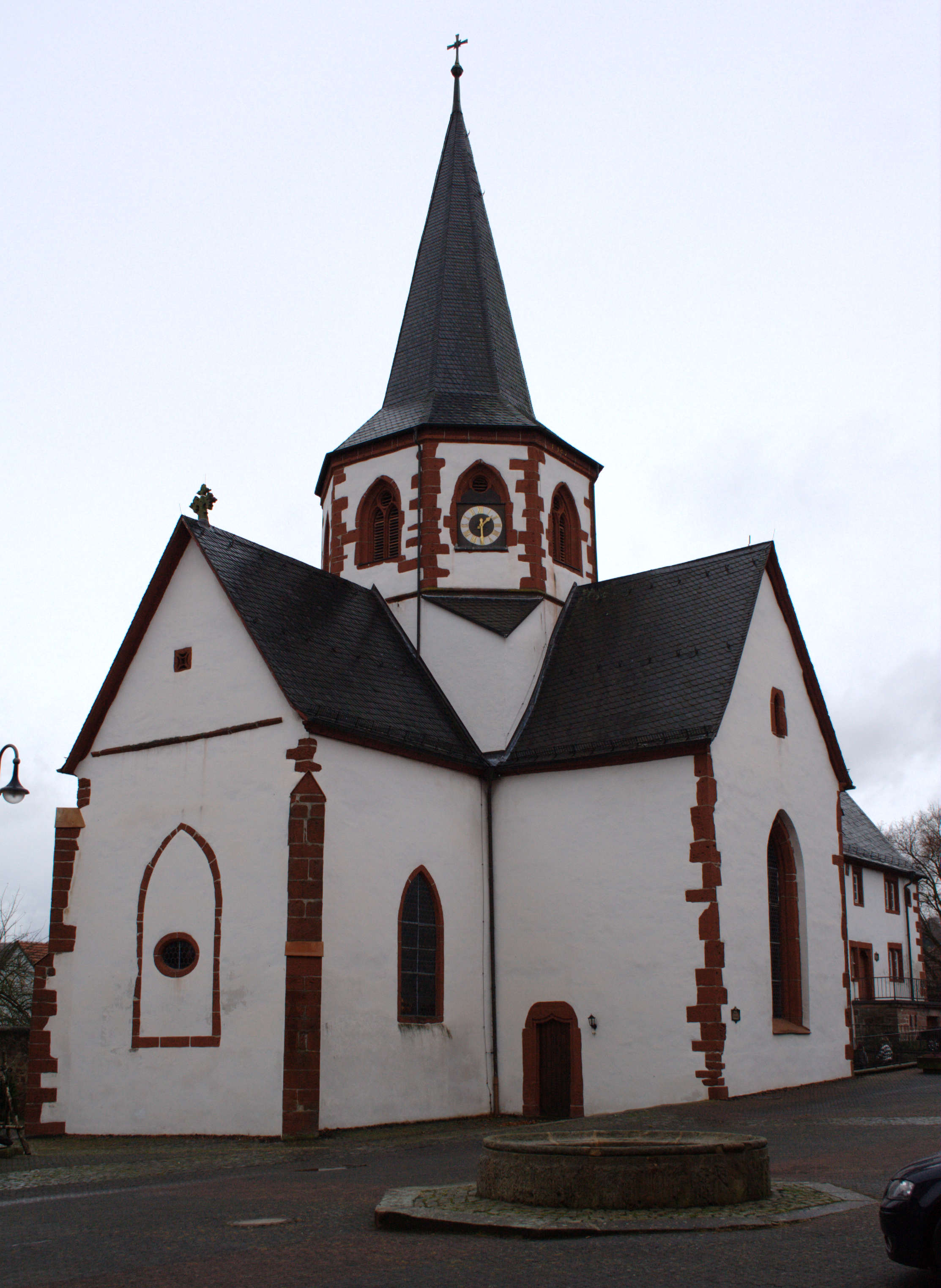
L'ex chiesa del convento, poi chiesa prepositurale ed attuale chiesa parrocchiale

Le pietre e le travi del castello di Blankenwald, distrutto nel 1264, vennero riutilizzate anche per costruire il monastero, che sorgeva poco più a sud della chiesa odierna. La costruzione del monastero si trascinò probabilmente per anni se ancora nel 1276 il vescovo di Würzburg, Berthold II von Sternberg, concesse un'indulgenza particolare a favore della chiesa del monastero. La prima badessa del monastero fu Bertradis ed era sorella del principe-abate di Fulda, Bertho II von Leibolz, il quale ad ogni modo sottopose l'attività di questa ad un suo rappresentante di fiducia, un prevosto, che per l'appunto aveva il compito di riferire direttamente all'abate sulla gestione del convento.
Nel 1279 Simon von Schlitz e sua madre Agnes donarono al monastero una rendita feudale sul villaggio di "Heinchelle" (Hainzell). Nel 1281 la badessa Kunigunde del monastero di Kreuzburg raccomandò al conte Reinhard von Hanau e a sua moglie Adelheid la riparazione del monastero di Blankenau. Nel 1287 la badessa Bertradis fondò l'ospedale di Sant'Elisabetta presso il convento di modo da assistere i poveri e i pellegrini. Nel 1303, Simon von Schlitz lasciò in eredità al monastero il suo feudo di Hainzell. Nel 1327 i sostenitori del re Ludovico di Baviera invasero l'area territoriale sotto la direzione del monastero di Fulda e devastarono anche il monastero di Blankenau tra le altre strutture. Per alleviare le sofferenze economiche patite delle monache per l'opera di ricostruzione, papa Giovanni XXII autorizzò l'incorporazione al monastero della parrocchia di Wingershausen presso Nidda.
Nel 1331, la comunità benedettina appariva in profonda crisi al monastero e per questo vennero chiamate a sostituire le monache altrettante religiose dell'ordine cistercense. Ad appena un secolo di distanza da questo evento, ad ogni modo, il monastero di Blankenau appariva ancora in profonda crisi al punto che l'abate di Fulda, Johann I von Merlau decise di inviare nel 1420 due suoi visitatori per introdurre nuovi statuti e regole più severe per la sua conduzione.

### Il problema del mantenimento e la Riforma
La peste del 1438, uccise 33 monache nel solo monastero di Blankenau e nel 1443 l'abate Hermann von Buchenau (1440–1449) decise di fare ulteriori donazioni al monastero per arricchirlo. Nel 1525 l'area claustrale venne completamente distrutta nell'ambito della guerra dei contadini tedeschi e ricostruita solo nel 1620. Nel 1656 vi abitavano solo tre suore e una badessa di nome Orsola. Per sopperire a questa problematica, l'abate di Fulda in carica all'epoca, Balthasar von Dernbach, decise di convocare nel 1571 i gesuiti perché, chiudendo il convento, vi istituissero una scuola e un collegio. Tale idea, ad ogni modo, incontrò la resistenza del capitolo collegiale di Fulda nonché della nobiltà locale la quale, così facendo, avrebbe perso gran parte dei propri privilegi sull'istituzione. Furono proprio questi ultimi esponenti a determinare alla fine la questione, scrivendo al vescovo di Würzburg che, dietro diverse insistenze locali, finì per chiedere le dimissioni dell'abate che nel 1576 venne costretto ad abdicare e si portò in esilio. Al suo posto il vescovo di Würzburg nominò un suo rappresentante con funzioni di amministratore che rimase in carica sino al 1602. In realtà, la nomina di questo amministrazione non riuscì comunque a risolvere la questione e nel 1579 il convento venne comunque chiuso dal momento che la maggior parte delle famiglie che lo foraggiavano con continue donazioni si erano convertite alla fede evangelica e di conseguenza non avevano più inviato le loro figlie al convento. Inoltre, sulla base delle disposizioni del Concilio di Trento, i conventi femminili potevano essere costruiti solo nelle "città fortificate" per questioni di sicurezza e quindi l'idea di ricostituire un monastero in loco decadde.

### La prevostura e la secolarizzazione

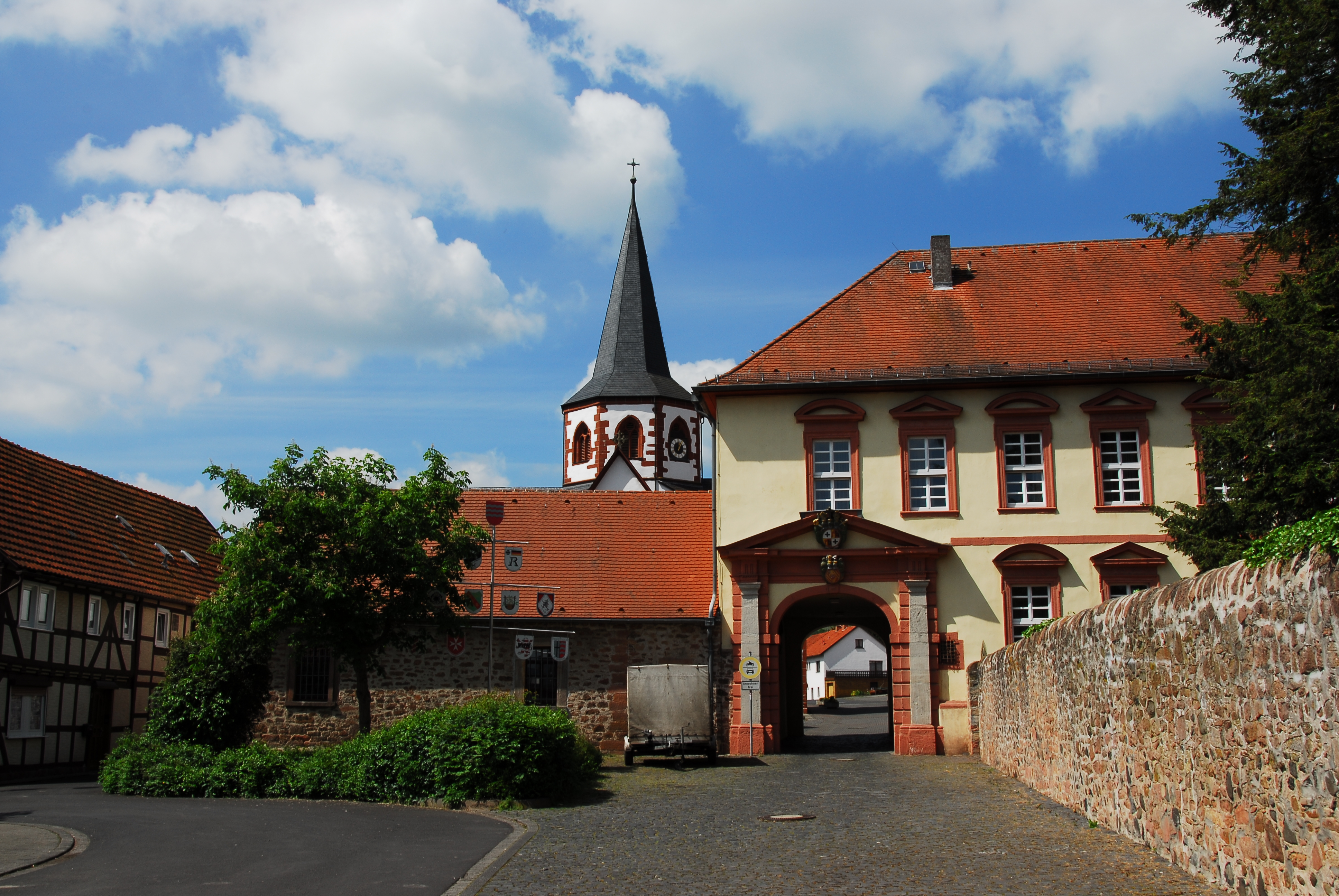
L'ingresso al complesso col portale monumentale, il palazzo dei prevosti (a destra) e la chiesa del convento sullo sfondo

Al convento rimase invece la figura del prevosto di Blankenburg che continuò a persistere non solo per la cura pastorale del villaggio, ma anche per la gestione del grande patrimonio accumulato nei secoli dall'istituzione. Nel periodo che seguì, cinque dei prevosti di Blankenau salirono al trono dell'abbazia di Fulda come principi-abati, due dei quali raggiunsero addirittura la dignità episcopale. Fino al 1734, i prevosti di Blankenau vennero sepolti nella chiesa prepositurale (ex chiesa del monastero) dopo la loro morte. Durante i lavori di ristrutturazione della chiesa nel 1960, le tombe furono scoperte e i morti "riconosciuti".
Nel 1700, il prevosto di Blankenau Bernard von Reinach (1699–1732) fece costruire la residenza del prevosto che ancora oggi persiste in loco sopra gli ex locali del monastero, su progetto dell'architetto francescano Antonius Peyer che già aveva lavorato per gli abati di Fulda. 
Il monastero venne secolarizzato nel 1802.

## L'ospedale del monastero

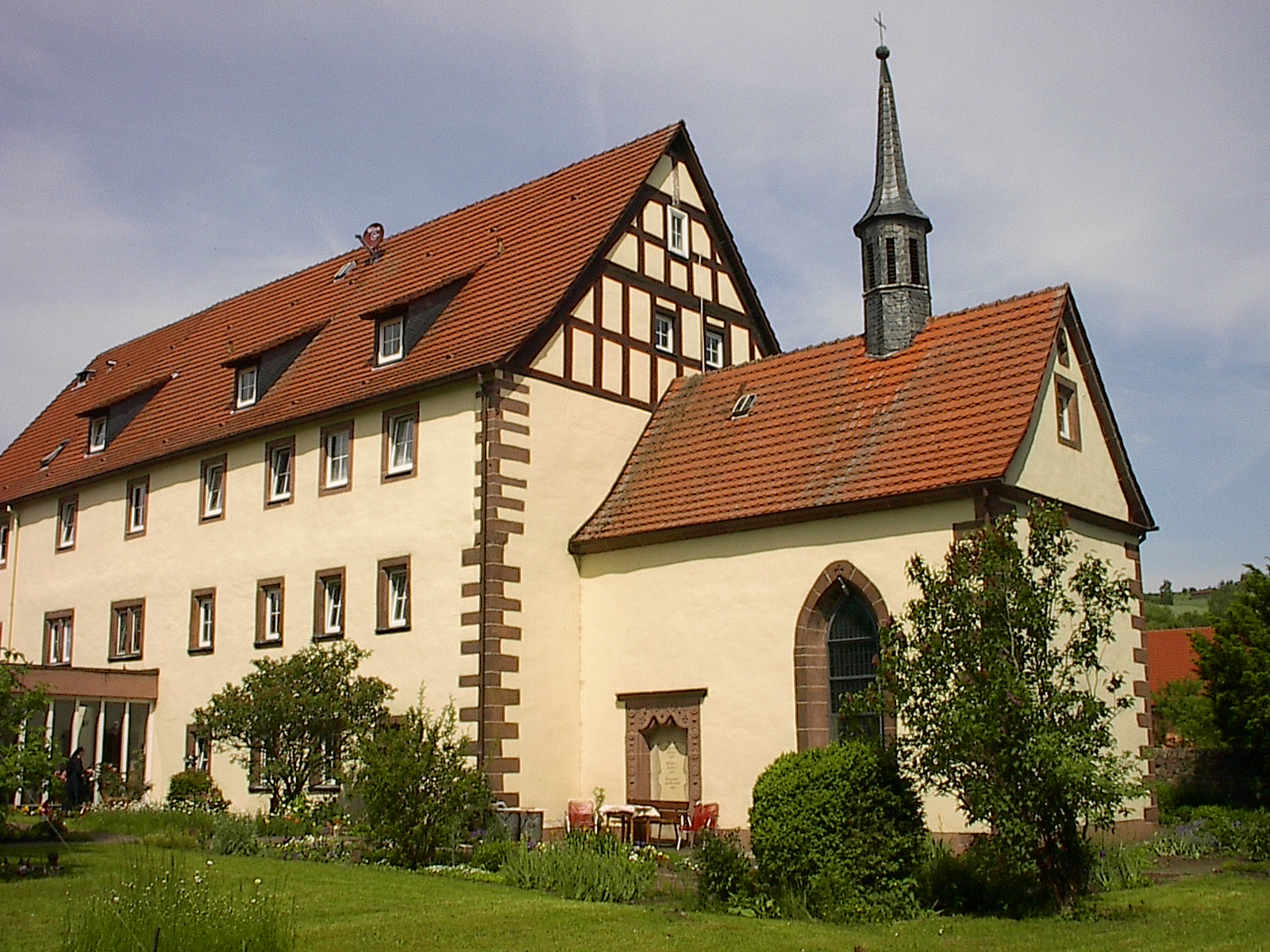
L'ospedale di Sant'Elisabetta, un tempo operante nel complesso del monastero

L'ospedale di Sant'Elisabetta, annesso al monastero nel 1287, continuò a persistere anche dopo la chiusura del convento. Nel 1919 venne affidato alle suore dell'Ordine della Misericordia che avevano la loro casa madre proprio a Fulda e che continuarono ad amministrarlo sino al dicembre del 2012. A causa della bassa capacità di occupazione (23 posti di cura), la struttura non venne più recepita come redditizia e di conseguenza la casa madre decise la costruzione di una nuova struttura all'avanguardia per 60 pazienti presso la città di Hosenfeld, con l'approvazione del vescovo di Fulda, Heinz Josef Algermissen. Dal gennaio del 2016 la struttura è stata destinata all'accoglienza ed alla cura dei richiedenti asilo assegnati al distretto di Fulda dal consiglio regionale di Darmstadt.

## Prevosti di Blankenburg (?-1802)
| Nome                                    | da        | a    | Note |
| --------------------------------------- | --------- | ---- | --- |
| Theoderich                              | ?         | ?    | |
| Albert von Buchenau                     | 1290      | 1304 | |
| Heinrich                                | 1312/1314 | ?    | |
| Friedrich                               | 1319      | ?    | |
| Albert von der Aa                       | 1322      | ?    | |
| Theoderich                              | 1340      | ?    | |
| Sibold                                  | 1348      | ?    | |
| Albert von Waldenstein                  | 1349      | ?    | |
| Konrad von Lüder                        | 1352      | ?    | |
| Herting                                 | 1353      | ?    | |
| Volpert von Schleidsberg                | 1364      | ?    | |
| Friedrich von Bimbach                   | 1366/1372 | ?    | |
| Sibold von Wambold                      | 1365/1380 | ?    | |
| Eckhard von Lüder                       | 1381      | ?    | |
| Berthold von Leibolz                    | 1390/1398 | ?    | |
| Konrad an dem Berg                      | 1402      | ?    | |
| Johannes von Buchenau                   | 1410      | 1426 | |
| Johann Fink von Altenburg               | 1428      | 1434 | |
| Hartmann von Lauberbach                 | 1435      | 1438 | |
| Otto von Lüder                          | 1441/1473 | ?    | |
| Otto von Buchenau                       | 1478/1485 | ?    | |
| Johannes Weis von Feuerbach             | 1492      | ?    | |
| Eberhard von Buches                     | ?         |      | |
| Johannes von Erthal                     | 1521/1525 | ?    | |
| Bonifaz von Heideck                     | 1526      | ?    | |
| Phillipp Schad von Ostheim              | 1565      | 1581 | |
| Kaspar von Wildungen                    | 1581      | 1601 | |
| Johann Friedrich von Schwalbach         | 1601      | 1606 | già prevosto di Michaelsberg, di Andreasberg e di Johannesberg, principe abate di Fulda dal 1606 al 1622                |
| Reinhard Ludwig von Dallwig             | 1606      | 1613 | fu anche prevosto di Thulba, Holzkirchen e Johannesberg                                                                 |
| Johann Bernhard Schenck zu Schweinsberg | 1614      | 1623 | anche prevosto di Johannesberg, fu prevosto di Michaelsberg e di Neuenberg, fu principe abate di Fulda dal 1623 al 1632 |
| Hermann Georg von Neuhof                | 1625      | 1638 | Principe-abate di Fulda dal 1635 al 1644, fu prevosto di Johannesberg, Holzkirchen e Rohr                               |
| Bernard Hermann von Nordek zu Rabenau   | 1638      | 1645 | già prevosto di Michaelsberg                                                                                            |
| Philipp Chrostoph von Rosenbach         | 1660      | 1681 | |
| Adalbert von Schleifras                 | 1682      | 1683 | già prevosto di Michaelsberg, poi prevosto di Neuenberg e decano, e infine principe-abate di Fulda dal 1700 al 1714     |
| Benedikt von Rosenbusch                 | 1685      | 1687 | poi prevosto di Thulba, di Johannesberg e di Andreasberg                                                                |
| Aemilian von Riedheim                   | 1688      | 1699 | |
| Bernard von Reinach                     | 1699      | 1732 | già prevosto di Holzkirchen                                                                                             |
| Franz von Calenberg                     | 1732      | 1734 | già prevosto di Thulba                                                                                                  |
| Adalbert von Walderdorff                | 1734      | 1757 | Principe-abate di Fulda dal 1757 al 1759                                                                                |
| Konstantin Schütz von Holzhausen        | 1757      | 1758 | prevosto di Petersberg e vescovo ausiliare a Fulda                                                                      |
| Lothar von Hohenfeld                    | 1758      | 1765 | già prevosto di Sannerz, poi di Johannesberg                                                                            |
| Philipp von Hettersdorf                 | 1765      | 1775 | |
| Kasimir von Gebsattel                   | 1775      | 1776 | |
| Joseph von Hettersdorf                  | 1776      | 1802 | Fu l'ultimo prevosto di Blankenau a causa della secolarizzazione del monastero                                          |